# Toquí de cap ardent
El toquí de cap ardent (Atlapetes fulviceps) és un ocell de la família dels passerèl·lids (Passerellidae).

## Descripció i ecologia
Mesura uns 15 cm. Superficialment semblant a la tàngara cara-rovellada (Thlypopsis ruficeps), però amb un evident groc contrastat a les zones malar i brida.

## Hàbitat i distribució
Habita la franja inferior del bosc humit, zones d'arbustives (incloent Polylepis) i matolls secs o humits del vessant est dels Andes, al centre i sud-est de Bolívia i nord-oest de l'Argentina. Generalment prefereix hàbitats més secs i oberts que el toquí de Bolívia (Atlapetes rufinucha) al que reemplaça al sud dels Iungues.

## Comportament
Es desplaça en solitari o en parelles, ocasionalment en grups mixtes. S'alimenta al sotabosc i menys freqüentment a terra. És menys confiat que els seus congèneres, sovint sembla nerviós però curiós. Sovint piula, però no és un ocell gaire cantaire ni a la primavera ni a l'estiu.

## Cant
El cant és breu, format per xiulets aguts amb marcada modulació de freqüència amb rang de freqüències ampli, entre 4 i 10 kHz. Les notes d'inici són xiulets descendent el primer i ascendent el següent. Després fa un trinat que també té una marcada modulació de freqüència descendent a cada nota. Tot això breu i atapeït. La modulació és tan marcada (en brevíssim temps baixen molt les notes) que auditivament és sibilant (com que “patina” cada nota).